# Campagne du Mato Grosso
 (décembre 2017).
Si vous disposez d'ouvrages ou d'articles de référence ou si vous connaissez des sites web de qualité traitant du thème abordé ici, merci de compléter l'article en donnant les références utiles à sa vérifiabilité et en les liant à la section « Notes et références ».
La campagne du Mato Grosso est une offensive de l'armée paraguayenne dans les prémices de la Guerre de la Triple-Alliance qui dura du 14 décembre 1864 jusqu'au début de l'année 1865.
Cette campagne a conduit à la capture de la province brésilienne du Mato Grosso.

## L'offensive paraguayenne
L'armée paraguayenne s'est scindée en deux corps pour envahir cette partie du Brésil. Cette attaque est menée par 3 248 hommes sous les ordres du commandant Vicente Barrios. Cette armée traverse le Río Paraguay. Le 27 décembre, ils attaquent le fort Nova Coimbra, proche de la ville brésilienne de Corumbá. La garnison Brésilienne réussit à tenir trois jours avant de se trouver à court de munitions. Les défenseurs durent alors abandonner le fort aux assaillants. Puis, les Paraguayens, après avoir occupé le fort, attaquent et prennent les villes d'Albuquerque, Tage et Corumbá. Le major paraguayen Martín Urbieta est envoyé pour attaquer la province de Dourados mais se heurte à une forte résistance le 29 décembre de la garnison du lieutenant Antonio João qui est tué lui et ses hommes.

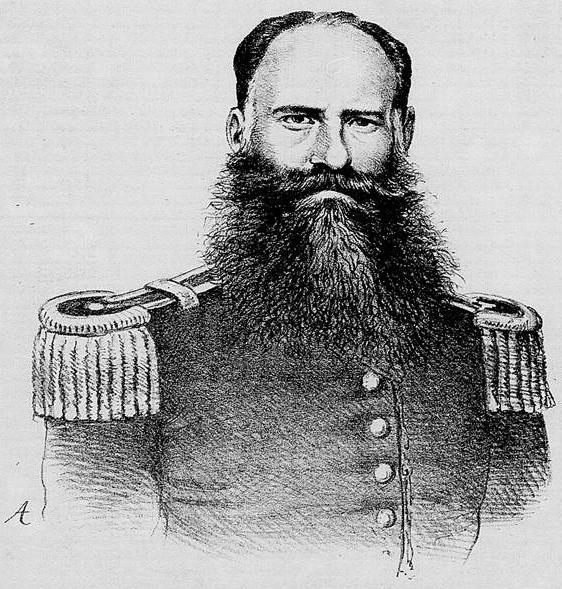
Vicente Barrios

Les envahisseurs dévastent la colonie militaire de Miranda au début de janvier 1865 et continuent jusqu’à Nioaque, battant les troupes du colonel José Dias da Silva. Ils marchent ensuite jusqu’à ce qu’ils capturent et brûlent le fort de Miranda. En avril 1865, les Paraguayens prennent Coxim. Puis, le second corps paraguayen mené par le commandant Isodoro Resquin, fort de 1 500 hommes, entre également dans la province du Mato Grosso.
Malgré ces victoires, l'offensive s'arrête, et l'armée paraguayenne ne continue pas sa route vers la capitale provinciale de Cuiabá où les défenseurs brésiliens ont fortifié le contour de la ville. Cet arrêt est dû à l'objectif initial de prendre les mines d'or et de diamant, perturbant ainsi le commerce de ces minéraux vers le Brésil jusqu'en 1869.

## La contre-attaque brésilienne
Le Brésil envoie un corps expéditionnaire pour chasser l'armée paraguayenne du Mato Grosso. Ainsi, une force de 2 780 hommes sous les ordres du colonel Manuel Pedro Drago partit d'Uberaba en avril 1865. Ces hommes traversent le Río Apa et rentrent dans le Paraguay. Le colonel Carlos de Morais Camisão prend le commandement de cette armée brésilienne en avril après la mort de Drago.
Devant cette situation,, le président Francisco Solano López envoie un régiment de cavalerie depuis la ville de Conception pour renforcer celui déjà présent. Camisão est contraint de se retirer à cause d'un manque d’approvisionnement qui réduit sa force à environ 500 hommes. Sur la route, Camisão meurt du choléra, mais son armée réussit à atteindre Canuto le 11 juin. Les Paraguayens abandonnent la région en 1868,.

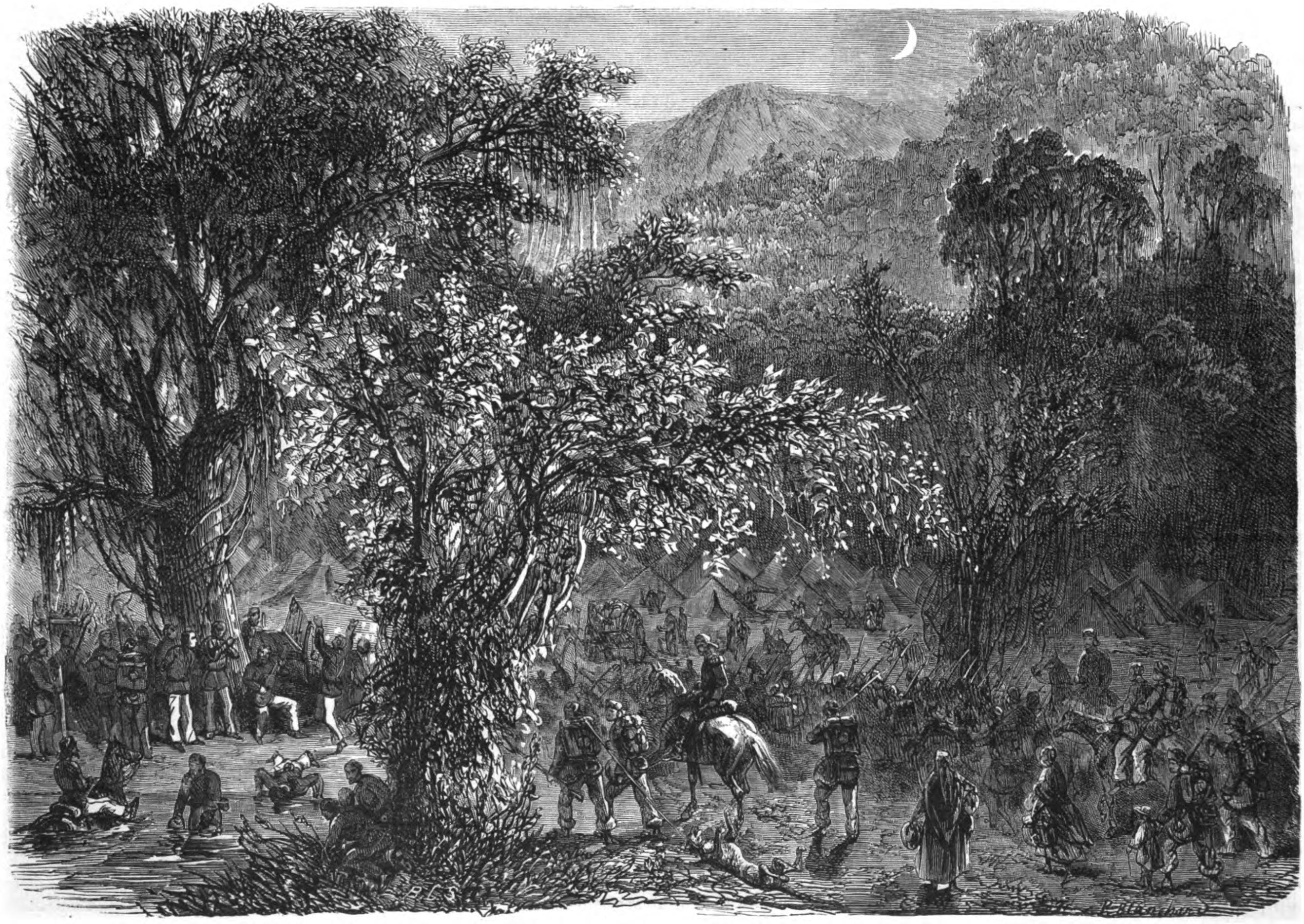
Campement de l'expédition brésilienne dans la forêt.